# Cratojoppa robusta
Cratojoppa robusta är en stekelart som beskrevs av Cameron 1901. Cratojoppa robusta ingår i släktet Cratojoppa och familjen brokparasitsteklar. Inga underarter finns listade i Catalogue of Life.